# Cuxac-Cabardès
Cuxac-Cabardès är en kommun i departementet Aude i regionen Occitanien  i södra Frankrike. Kommunen ligger i kantonen Saissac som ligger i arrondissementet Carcassonne. År 2022 hade Cuxac-Cabardès 953 invånare.

## Befolkningsutveckling
Antalet invånare i kommunen Cuxac-Cabardès
Referens: INSEE